# Pierre Sonnerat
Pierre Sonnerat (Lione, 18 agosto 1748 – Lione, 31 marzo 1814) è stato un naturalista ed esploratore francese.
Nipote di Pierre Poivre, botanico. Fece numerosi viaggi nell'Asia sud-orientale, soprattutto con lo scopo di ottenere degli esemplari di piante produttrici di spezie, per contrastare il monopolio olandese del loro commercio.
Fa inoltre un viaggio in Nuova Guinea, nelle isole Molucche ma anche a Manila, dal 1769 al 1772, durante il quale descrive numerose specie vegetali e animali (il suo diario di viaggio viene pubblicato nel 1774).
Dal 1774 al 1781 fa un viaggio in Cina, la relazione del quale viene pubblicata nel 1782 con il titolo di Voyage aux Indes orientales et à la Chine, fait depuis 1774 jusqu'à 1781 ("Viaggio nelle Indie orientali e in Cina, fatto dal 1774 al 1781"). Si tratta di un'opera importante per i francesi, visto che a quel tempo sono i britannici ad essere i principali autori di quei viaggi. Le sue osservazioni sui popoli autoctoni sono di notevole interesse, mentre la qualità delle sue osservazioni naturalistiche non è buonissima e numerose specie non sono riconoscibili dalla sua descrizione. Nonostante questo, è lui ad aver descritto per primo il litchi.

## Opere
- (FR) Voyage à la Nouvelle Guinée : dans lequel on trouve la description des lieux, des observations physiques & morales, & des détails relatifs à l'histoire naturelle dans le regne animal & le regne végétal, Parigi, 1776.
- (FR) Voyage aux Indes orientales et à la Chine, fait depuis 1774 jusqu'à 1781.